# Varsham Boranian
Varsham Boranian –en armenio, Վարշամ Բորանյան– (4 de marzo de 1988) es un deportista armenio que compite en lucha grecorromana. Ganó una medalla de oro en el Campeonato Europeo de Lucha de 2016, en la categoría de 71 kg.

## Palmarés internacional
| Campeonato Europeo | Campeonato Europeo | Campeonato Europeo | Campeonato Europeo |
| Año                | Lugar              | Medalla            | Categoría          |
| ------------------ | ------------------ | ------------------ | ------------------ |
| 2016               | Riga (Letonia)     | Medalla de oro     | 71 kg              |